# Hironori
Hironori（ひろのり、1988年1月11日 - ）は、日本のシンガーソングライター、作詞家、作曲家、サウンドプロデューサー。
神奈川県横浜市出身。東京都在住。血液型はA型。
アーティストとしては「Hironori」、作家としては本名の「伊藤 大倫」（いとう ひろのり）と名前を使い分けている。

## 来歴・人物
横浜市立上の宮中学校、東京高等学校を経て、洗足学園音楽大学音楽音響デザイン学科（作曲科）を卒業。中学校教諭一種免許（音楽科）及び高等学校教諭一種免許状（音楽科）を取得。
3歳よりエレクトーンを習い始める。
中学、高校ではエレクトーンをやめ、それまで憧れていた吹奏楽部に入部し、ホルンを担当する。
中学校では学校初となる吹奏楽コンクール東関東大会において、金賞を受賞。
洗足学園音楽大学に入学後、本格的な作曲活動を開始するとともに、バンドを始める。担当楽器はピアノ・キーボード。
大学卒業後、シンガーソングライターとして精力的に活動を開始。
2012年には iTunes Storeより1stデジタルミニアルバム「ハルカゼ」をリリース。シンガーソングライターとしてのデビューを果たす。
大学の同期としてSEKAI NO OWARIのSaoriや佐田詠夢（さだまさしの娘 ）がいる。

## ディスコグラフィー

### シングル（配信限定）
| 枚   | 発売日         | タイトル                       |
| ---- | -------------- | ------------------------------ |
| 1st  | 2012年4月28日  | ハルカゼ                       |
| 2nd  | 2012年7月28日  | 星に願えば                     |
| 3rd  | 2012年12月1日  | Snow Heart                     |
| 4th  | 2013年3月21日  | 君といた場所                   |
| 5th  | 2013年10月19日 | いつもふたりで                 |
| 6th  | 2014年1月29日  | 君のいない冬                   |
| 7th  | 2014年4月4日   | SAKURA（feat.JUNN）            |
| 8th  | 2015年1月7日   | 冬春夏秋（とうしゅんかしゅう） |
| 9th  | 2015年7月19日  | 虹（feat.K-SK）                |
| 10th | 2015年12月1日  | クリスマス、君と               |
| 11th | 2017年9月2日   | ボクラノキボウ （feat.RYUKI）  |
| 12th | 2019年12月18日 | Over                           |

### ベストアルバムCD
| 枚  | 発売日         | タイトル                       |
| --- | -------------- | ------------------------------ |
| 1st | 2015年1月7日   | 冬春夏秋（とうしゅんかしゅう） |
| 2nd | 2019年12月18日 | Over                           |

## ランキング
- 「君といた場所」2013年3月21日付け

Amazon MP3 J-POPタイムリーランキング　最高位　23位
- 「いつもふたりで」2014年10月19日付け

iTunes Store belgium J-POPランキング　最高位　8位

## ラジオ
- 2013年11月 たんなん夢レディオ　アーティストZOOMコーナー内ゲスト出演
- 2015年1月　たんなん夢レディオ　CD「冬春夏秋」リリース記念としてゲスト出演
- 2015年2月　横浜エフエム放送　YOKOHAMA MUSIC AWARDにて「Snow Heart」楽曲紹介、O.A.
- 2016年5月　USEN　週間 USEN HITインディーズランキング内（A-25）において、HironoriがPOWER PUSHアーティスト、『Snow Heart』が推薦楽曲に選定され、O.A

## テレビ
- 2015年8月　テレビ朝日系列音楽番組「musicる TV」音楽作家塾AAA編公開コンペにおける次期シングル曲の最終選考候補者に選ばれ、作家として出演
- 2015年10月　テレビ朝日系列音楽番組「musicる TV」音楽作家塾遊助編公開コンペにおける次期シングル曲の最終選考候補者に選ばれ、作家として紹介される
- 2015年11月-2016年3月　NHKEテレ EXILEのメンバー（ÜSA、TETSUYA）が出演するEダンスアカデミーシーズン3の番組内にて使用するダンス用楽曲の編曲を担当

## 提供楽曲
- 2016年7月　　東京力車　RUN!　（作詞・作曲）